# Karolina Szostak
Karolina Szostak (ur. 15 sierpnia 1975 w Warszawie) – polska dziennikarka sportowa, reporterka i prezenterka telewizyjna.

## Życiorys

### Wczesne lata
Jest córką Maryli Szostak, która jest właścicielką Baru Alex w Warszawie. Uczęszczała do pierwszego prywatnego liceum w Warszawie. Studiowała prawo na Wydziale Prawa i Administracji Uniwersytetu Warszawskiego .
Jako piętnastolatka przeżyła wypadek drogowy, w wyniku którego miała pokruszone kości czaszki i krwiaka mózgu. Przeszła operację trepanacji czaszki, po której miała sparaliżowaną prawą stronę ciała i zeza. Jej leczenie trwało w sumie trzy lata - w jego trakcie przeszła wiele zabiegów, nie słyszy na lewe ucho.

### Dziennikarstwo

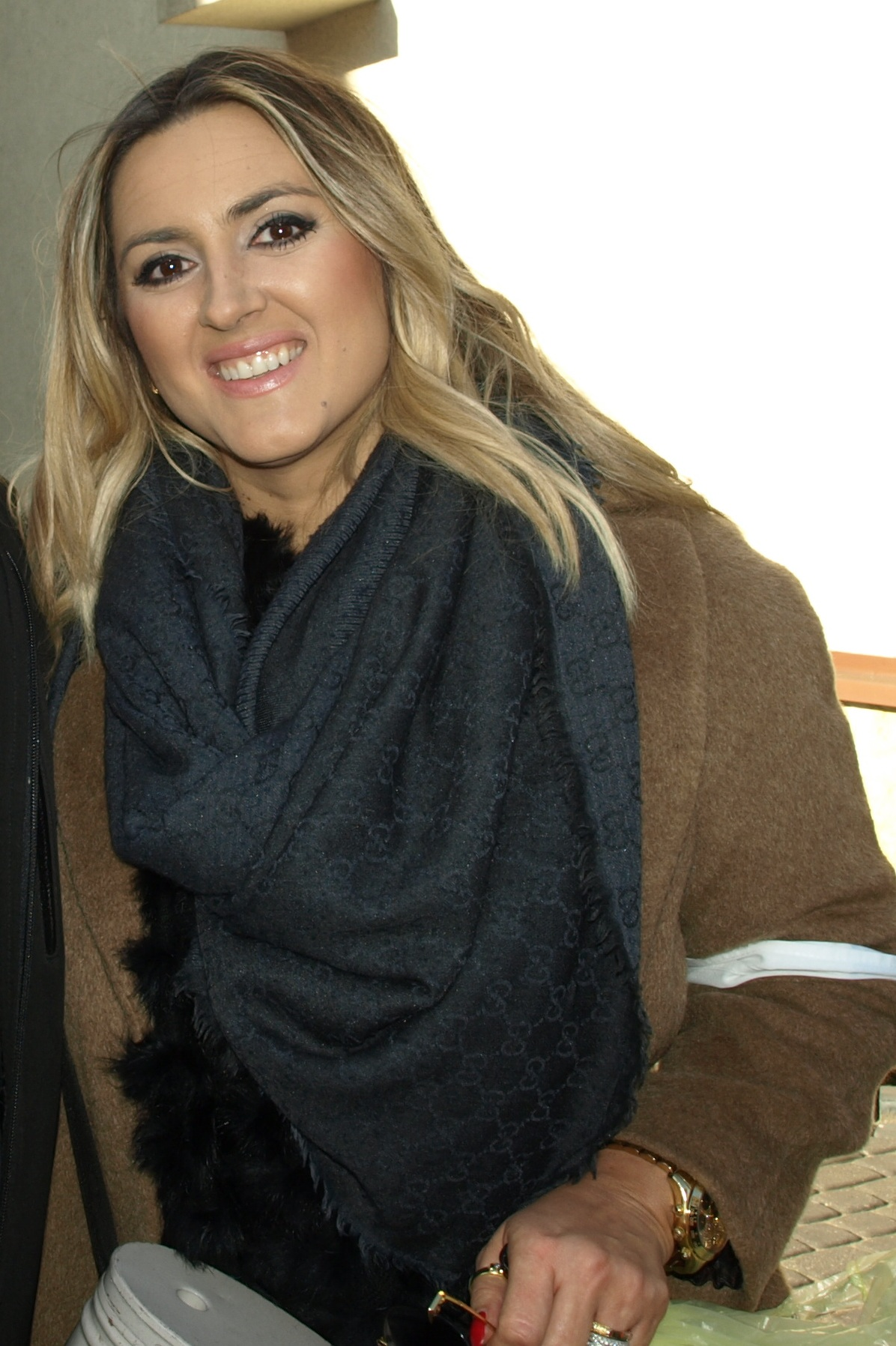
Karolina Szostak (2015)

W wieku piętnastu lat prowadziła Szortpress w programie 5-10-15, a później odbywała staż w Teleexpressie.
W maju 1997 trafiła do redakcji sportowej Telewizji Polsat. Prezentuje serwisy sportowe po Wydarzeniach i na antenie  Polsat News. Przez wiele lat była jedyną kobietą w sportowej redakcji Polsatu, w kanałach sportowych stacji pełniła funkcję wydawcy magazynów. Od 2000 jest dziennikarką Polsat Sport, a od 2011 również Polsat Sport News. 1 września 2021 była jednym z dziennikarzy prowadzących programy w debiutującym tego dnia na antenie nowym kanale Grupy Polsat - Wydarzenia 24 (prowadziła wieczorny serwis sportowy).
W 2000 została nominowana do nagrody o nazwie Telekamery 2000 – w kategorii dziennikarz sportowy.
18 grudnia 2012 współprowadziła galę jubileuszową 20 lat telewizji Polsat w Teatrze Wielkim w Warszawie.

### Pozostałe przedsięwzięcia
W 2013 uczestniczyła w trzeciej edycji Rajdu Polski Kobiet z pilotką Malwiną Strecker. W 2017 była ambasadorką Mistrzostw Europy w Piłce Siatkowej Mężczyzn (Lotto EuroVolley Poland 2017), które odbyły się w Polsce na przełomie sierpnia i września.
Brała udział w programie rozrywkowym Dancing with the Stars. Taniec z gwiazdami (2014) i została bohaterką jednego odcinka programu Mamy cię! (2015).
Jej wizerunek znalazł się na tytułowych okładkach różnych czasopism, m.in. takich jak: „Gala”, „Viva!”, „Wprost” czy „Fakt”, ponadto opublikowano artykuły poświęcone m.in. jej życiu prywatnemu czy jej metamorfozie. Za swoją przemianę była nominowana do zdobycia statuetki w kategorii „Metamorfoza roku” podczas Wielkiej Gali Gwiazd Plejady (2017).
Bierze udział w pokazach i sesjach reklamowych, promujących firmy lub produkty. Uczestniczyła w akcjach charytatywnych, m.in. sesji zdjęciowej do kalendarza na rok 2016, będącego inicjatywą Centrum Onkologii w Białymstoku i Fundacji Bajkowa Fabryka Nadziei, z której dochód przeznaczony był na badanie dzieci czy też była ambasadorką 7. prozdrowotnej akcji „Dotykam = Wygrywam” w październiku 2018, nawołującej do samobadania i profilaktyki raka piersi u kobiet.

## Publikacje
11 kwietnia 2017 wydała debiutancką książkę pt. Moja spektakularna metamorfoza poświęconą głównie jej walce z otyłością. Później wydała dwie inne pozycje z dziedziny sztuki kulinarnej.
| Książki |                                    |              |                   |
| Rok     | Tytuł                              | Data wydania | Wydawnictwo       |
| 2017    | Moja spektakularna metamorfoza     | 11.04.2017   | Edipresse Książki |
| 2017    | Mój spektakularny detoks           | 27.09.2017   | Edipresse Książki |
| 2018    | Moje spektakularne soki i koktajle | 19.09.2018   | Edipresse Książki |